# Îlot Teremba
L’îlot Teremba est une îlot de Nouvelle-Calédonie appartenant administrativement à Moindou.